# Дунавече
Дунавече (венг. Dunavecse) — город в медье Бач-Кишкун в Венгрии. Занимает площадь 66,77 км2, на которой проживает 4147 жителей.
Поселение на левом берегу Дуная впервые упоминается в XIV веке. Согласно переписи 1720 года здесь было 122 крепостных двора. В 1761 году Дунавече получил привилегию проводить четыре ярмарки в год, а с 1832 года ярмарки стали еженедельными. Реформатская церковь в стиле барокко построена в Дунавече в 1745 году. С 1952 года работает библиотека. Мемориал в память Второй мировой войны возведён в 1956 году по проекту Имре Маковца.
С 1840 по 1844 год в Дунавече жили родители Шандора Петёфи, поэт приезжал к ним весной 1844 года и остался на два месяца, влюбившись в местную девушку Жужику Надь. Стихотворение Távolból, написанное Шандором Петёфи в этот период, стало гимном города. В Дунавече ему поставлено два памятника, каменный и бронзовый.

## Население
| Год  | Численность | Численность |
| ---- | ----------- | ----------- |
| 2013 | 3903        | [ 5 ]       |
| 2014 | 3878        | [ 6 ]       |
| 2018 | 3769        | [ 7 ]       |
| 2021 | 3827        | [ 8 ]       |
| 2022 | 3922        | [ 9 ]       |
| 2023 | 3868        | [ 10 ]      |
| 2024 | 3878        | [ 3 ]       |